# Kabnur
Kabnur è una suddivisione dell'India, classificata come census town, di 28.223 abitanti, situata nel distretto di Kolhapur, nello stato federato del Maharashtra. In base al numero di abitanti la città rientra nella classe III (da 20.000 a 49.999 persone).

## Geografia fisica
La città è situata a 16° 43' 18 N e 74° 24' 43 E.

## Società

### Evoluzione demografica
Al censimento del 2001 la popolazione di Kabnur assommava a 28.223 persone, delle quali 14.946 maschi e 13.277 femmine. I bambini di età inferiore o uguale ai sei anni assommavano a 3.547, dei quali 1.937 maschi e 1.610 femmine. Infine, coloro che erano in grado di saper almeno leggere e scrivere erano 20.527, dei quali 11.838 maschi e 8.689 femmine.